# Edwin Yager

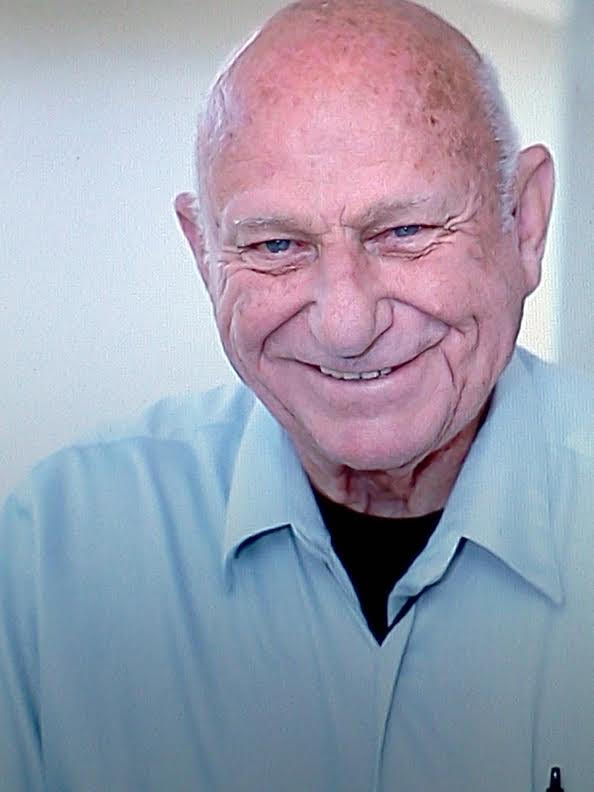
Edwin Yager

Edwin Yager (* 1925; † 2019 in San Diego) war ein amerikanischer Psychologe und Hypnosetherapeut. Mit der von ihm entwickelten Methode der Yager-Code-Therapie hat er zum Anwendungsfeld der Hypnose beigetragen.

## Leben
Geboren als erstes Kind und großer Bruder seiner 5 Jahre jüngeren Schwester, musste er durch den frühen Tod des Vaters bereits mit 8 Jahren Verantwortung für die Familie übernehmen. Er schloss die Highschool ab und diente in der Navi auf der Detroit. Er besuchte die MSU in Dallas und erwarb einen Hochschulabschluss als Elektronikingenieur. Sein Interesse für Hypnose hat er bereits in jungen Jahren entwickelt. So nahm er nach ein Studium der Psychologie auf, promovierte 1980 und war klinischer Professor Fachbereich Psychiatrie an der medizinischen Fakultät der Universität in San Diego (UCSD). Er lehrte Hypnose und Subliminal-Therapie, die später als Yager-Therapie oder auch Yager-Code bekannt wurde. Mit seinem Tod hinterließ Yager seine Frau, Kinder und zahlreiche Enkelkinder.

## Yager-Code
Edwin Yager nutzte sein ingenieurtechnisches Verständnis für die Entwicklung der Subliminal-Therapie. Er entwickelte einen einheitlichen und strukturierten Fragenkatalog, mit dem die nach seiner Methode arbeitenden Therapeuten die Ursachen von Krankheiten auflösen konnten, selbst wenn sie dem Patienten nicht rational bewusst waren. Dadurch war es möglich, Retraumatisierungen zu verhindern und auch mit Patienten zu arbeiten, die sich nicht auf die hypnotische Trance einlassen konnten. Gemeinsam mit Norbert Preetz hat er den Yager-Code in Deutschland verbreitet und es wurden allein hier bis 2022 mehr als 2000 Interessierte und Therapeuten in der Methode ausgebildet.

## Lehrer, Autor und Mentor
In den letzten mehr als 40 Jahren seines Berufslebens als Hypnosetherapeut hat Yager den klinischen Einsatz der Hypnose studiert, praktiziert und gelehrt. Er ist von der American Society of Clinical Hypnosis als „Berater für Hypnose“ zertifiziert und ehemaliger Präsident, Vorstandsmitglied und Fellow der San Diego Society of Clinical Hypnosis. Seine Therapiemethode hat er in vielen Ländern der Welt gelehrt und verbreitet, neben den USA, Deutschland, Österreich und anderen europäischen Ländern auch in Island, Mexiko. Er ist Autor mehrerer Bücher und wissenschaftlicher Veröffentlichungen.